# Pogonatum fastigiatum
Pogonatum fastigiatum är en bladmossart som beskrevs av Mitten 1859. Pogonatum fastigiatum ingår i släktet grävlingmossor, och familjen Polytrichaceae. Inga underarter finns listade i Catalogue of Life.